# Józef Wieniawski
Pour les articles homonymes, voir Wieniawski.
Józef Wieniawski, né le 23 mai 1837 à Lublin (Pologne) et mort le 11 novembre 1912 à Bruxelles (Belgique), est un pianiste, pédagogue et compositeur polonaise . Il était le jeune frère du violoniste Henryk Wieniawski et l’oncle du compositeur Adam Tadeusz Wieniawski.
Bien qu'aujourd'hui négligé, Józef Wieniawski a été considéré comme un des plus fins musiciens européens. Très peu de temps avant la fin de sa vie, un jeune journaliste lui a demandé pendant combien de temps il comptait servir la musique. Il a répliqué : « Aussi longtemps que je resterai jeune ! ».

## Biographie
Né à Lublin au 17 Place du Marché, il étudie le piano avec Synek dans sa ville natale, puis entre en 1847 au Conservatoire de Paris pour étudier le piano avec Pierre Zimmermann, Antoine François Marmontel et Charles-Valentin Alkan, ainsi que la composition avec Félix Le Couppey.
Après il se produit entre 1851 et 1853 en compagnie de son frère puis il décide de poursuivre une carrière séparée de virtuose du piano. En 1855, il reçoit une bourse de la part du Tsar pour étudier avec Franz Liszt à Weimar et de 1856 à 1858 à Berlin avec Adolf Bernhard Marx auprès de qui il étudie la théorie de la musique. 
Dans les tournées de concert à travers l'Europe, il joue non seulement ses propres compositions – y compris son Concerto pour piano en sol mineur – mais aussi les œuvres des compositeurs Ludwig van Beethoven, Franz Schubert, Felix Mendelssohn, Franz Liszt, Robert Schumann et Carl Maria von Weber. Selon Liszt, il a été le premier pianiste qui a joué en public les Études de Chopin.
Après son retour à Paris, il établit des relations amicales avec Rossini, Gounod, Berlioz et Wagner, et est introduit à la cour impériale où il devient l'un des artistes favoris de Napoléon III. Poursuivant une activité pédagogique à la Société Musicale Russe, puis au Conservatoire de Moscou,  il s'établit définitivement à Bruxelles en 1882 où il se forme une solide réputation d'interprète – notamment des œuvres de Chopin – et de pédagogue auprès de la haute société. Contrairement aux affirmations de nombreuses sources respectées, il ne devient jamais professeur au Conservatoire royal de cette ville où il décède, âgé de 75 ans. Ce conservatoire possède néanmoins un précieux fonds Józef Wieniawski, légué par sa fille aînée, Elisabeth Wieniawska, composé des archives manuscrites et imprimées du musicien.

## Compositions

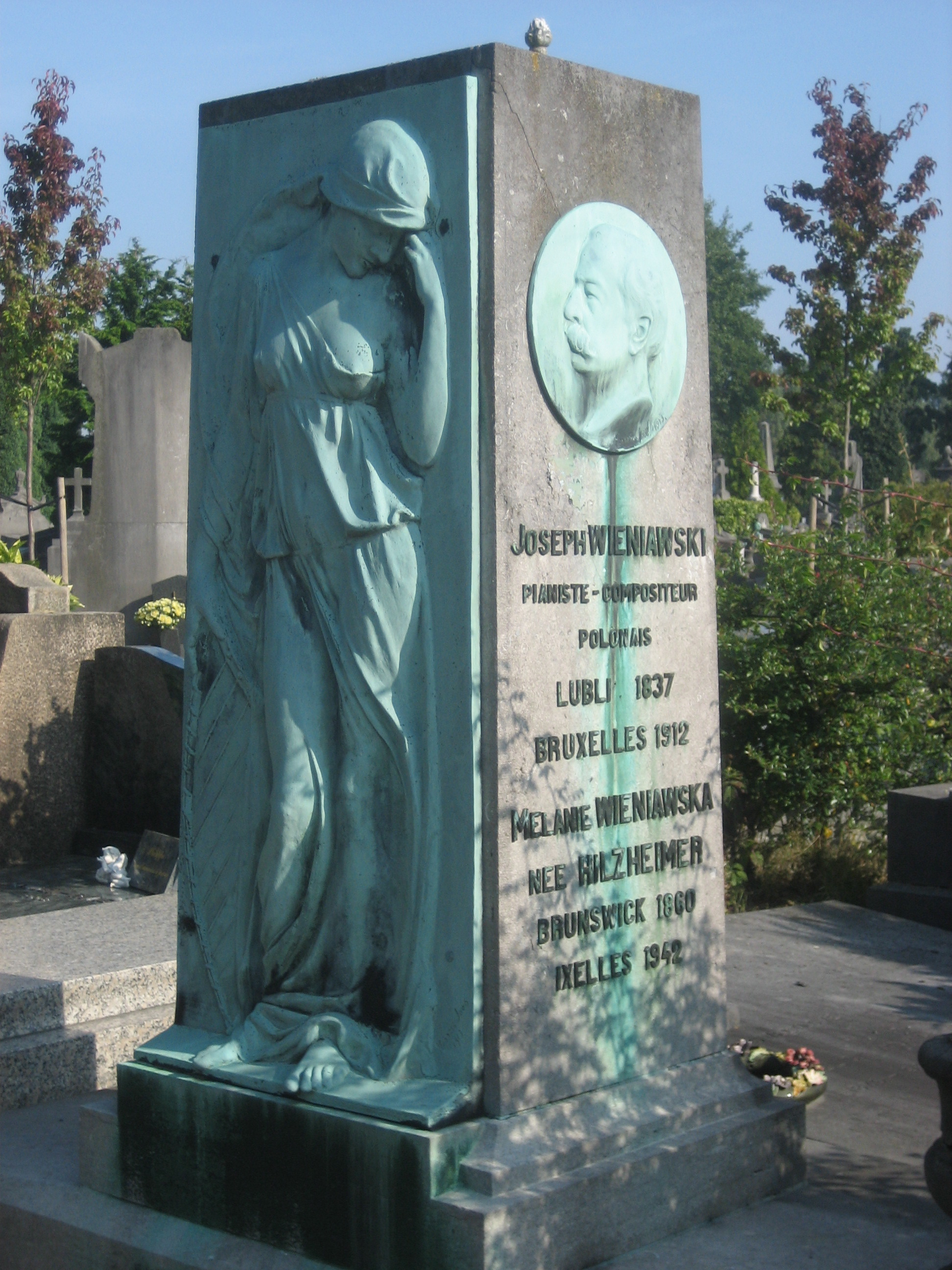
Tombe de Józef Wieniawski

- Allegro de Sonate pour violon et piano, Op. 2
- Valse de Concert no 1 en ré bémol majeur, Op. 3
- Tarantella, Op. 4
- Grand Duo Polonais pour violon et piano, Op. 5
- Barcarolle-Caprice, Op. 9
- Souvenir de Lublin, Op. 12
- Concerto pour piano et violon, Op. 20[4]
- Polacca, Op. 21
- Sonate pour piano, Op. 22
- Sonate pour piano et violon, Op. 24[5]
- Sur l'Océan, Op. 28
- Valse de Concert, Op. 30
- Ballata, Op. 31
- Improviso, Op. 34
- Trio avec piano, Op. 40
- Fantasia pour 2 pianos, Op. 42
- Guillaume le Taciturne, ouverture pour orchestre, Op. 43
- 24 Études de mécanisme et de style pour piano, Op. 44
- Rêverie pour piano, Op. 45